# 조유신
조유신(1972년 11월 21일 ~ )은 대한민국의 배우이다.

## 학력
- 경성대학교 연극영화학 학사

## 출연작

### 영화
- 2002년 영화 《성냥팔이 소녀의 재림》 ... 비련파 역
- 2012년 영화 《이웃사람》 ... 김 형사 역
- 2013년 영화 《공범》 ... 신부 역
- 2013년 영화 《변호인》 ... 부산변호사 3 역
- 2015년 영화 《특종: 량첸살인기》 ... 외부기자 3 역
- 2015년 영화 《테슬라 프로젝트》 ... 구 전무 역
- 2018년 영화 《운동회》 ... 이사장 역
- 2019년 영화 《말모이》 ... 전차 일본인 사내 1 역
- 2019년 영화 《카센타》 ... 파출소 순경 역
- 2020년 영화 《강철비 2: 정상회담》 ... 백두호 작전관 역
- 2021년 영화 《수색자》 ... 김유신 상사 역

### 드라마
- 2022년 MBC 저녁 일일연속극 《비밀의 집》 ... 양만수 역

### 뮤지컬
- 《삼태사와 병산전투》 - 견훤 역
- 《담배가게 아가씨》 - 정만식 역
- 《사랑은 비를 타고》 - 정동욱 역
- 《분홍병사》 - 경비원 1 / 해적 / 분침 역
- 《리걸리 블론드》 - 캘러한 역
- 《아가씨와 건달들》 - 아비드 역
- 《로미오앤줄리엣》 - 신부 역
- 《두 번째 태양》
- 《스핏파이어그릴》 - 조 역
- 《이(爾)》 - 장생 역
- 《폴 인 러브》 - 약방의감초 역
- 《벽을 뚫는 남자》 - 공무원B씨 역
- 《가락국기》
- 《미녀와 야수》
- 《지하철1호선》
- 《룰라》
- 《가스펠》

### 연극
- 《셜록홈즈》 - 세실바커 역
- 《햄릿》 - 클라우디우스 역
- 《도솔가》
- 《안용복》
- 《들풀》
- 《사랑과 영혼》